# تپه مرادآباد ۱ (کنگاور)
تپه مراد آباد ۱ مربوط به دوره اشکانیان است و در شهرستان کنگاور، بخش مرکزی، روستای علی‌آباد واقع شده و این اثر در تاریخ ۳۰ تیر ۱۳۸۴ با شمارهٔ ثبت ۱۲۱۶۲ به‌عنوان یکی از آثار ملی ایران به ثبت رسیده است.